# Кристанчич, Борис
Борис Кристанчич (словен. Boris Kristančič, 21 ноября 1931, Скопле, Королевство Югославия — 29 октября 2015, Любляна, Словения) — югославский баскетболист, тренер и функционер.

## Биография
Борис Кристанчич родился 21 ноября 1931 года в югославском городе Скопле (сейчас Скопье в Северной Македонии).
По профессии был инженером-строителем.
В 1949—1961 годах играл в баскетбол за «Енотность»/«Олимпию» из Любляны, с 50-х годов был её играющим тренером. В 1957, 1959 и 1961 годах стал в её составе чемпионом Югославии как играющий тренер, в 1962 и 1966 годах — только как тренер. В 1954 году стал лучшим снайпером чемпионата.
В 1962—1967 годах выступал в Италии за «Стелла Адзурра» из Рима, став первым баскетболистом из Словении, игравшим за рубежом.
В 1951—1960 годах играл за сборную Югославии, провёл 81 матч, в течение шести лет был капитаном команды.
В 1960 году вошёл в состав сборной Югославии по баскетболу на летних Олимпийских играх в Риме, занявшей 6-е место. Провёл 8 матчей, набрал 7 очков (пять в матче со сборной Франции, по одному — с Болгарией и Чехословакией).
Также играл в составе сборной Югославии на чемпионате мира 1954 года (11-е место), чемпионате Европы 1957 года (6-е место) и чемпионате Европы 1959 года (9-е место).
В 1967—1978 годах был членом технического комитета Федерации баскетбола Югославии, в 1978—1983 годах — его главой. Руководил оргкомитетом чемпионата мира 1970 года, который проходил в Любляне.
В 2001 году в связи с 50-летием работы в словенском спорте и за заслуги в развитии баскетбола был награждён Орденом Свободы.
Умер 29 октября 2015 года в словенском городе Любляна.